# Eleição municipal de Pinhais em 2008
A eleição municipal da cidade de Pinhais em 2008 ocorreu no dia 5 de outubro (primeiro turno) e elegeu um prefeito, um vice-prefeito e 11 vereadores responsáveis pela administração da cidade, que se iniciou em 1° de janeiro de 2009 e com término em 31 de dezembro de 2012.

## Candidatos a prefeito
Nota: a tabela a seguir está organizada por ordem alfabética de candidatos.
| Prefeito(a)          | Prefeito(a) | Prefeito(a) | Vice-prefeito(a)           | Vice-prefeito(a) | Vice-prefeito(a) | Número eleitoral | Coligação              |
| Candidato(a)         | Partido     | Partido     | Candidato(a)               | Partido          | Partido          | Número eleitoral | Coligação              |
| -------------------- | ----------- | ----------- | -------------------------- | ---------------- | ---------------- | ---------------- | ---------------------- |
| José Claudio Stevani |             | PTdoB       | Aramis de Paula            |                  | PTdoB            | 70               | -                      |
| Leonildo Sandri      |             | PRB         | Agostinho Cesar Mackievicz |                  | PRB              | 10               | Coligação da renovação |
| Luiz Goularte Alves  |             | PT          | Marly Paulino Fagundes     |                  | PDT              | 13               | Novo tempo             |
| Marcos Ceschin       |             | PPS         | Roberto Padilha            |                  | PSDB             | 23               | Do bem                 |

## Resultados

### Prefeitura
Fonte: TSE
| Candidato(a)             | Vice                       | 1º turno 05 de outubro de 2008 | 1º turno 05 de outubro de 2008 |
| Candidato(a)             | Vice                       | Votos                          | Porcentagem                    |
| ------------------------ | -------------------------- | ------------------------------ | ------------------------------ |
| Luizão Goulart (PT)      | Marli Paulino (PDT)        | 39.438                         | 64,20%                         |
| Dr. Marcos Ceschin (PPS) | Beto Padilha (PSDB)        | 19.583                         | 31,88%                         |
| Leonildo Sandri          | Agostinho Mackievicz (PRB) | 2.405                          | 3,92%                          |
| Stevani                  | Aramis de Paula            | Candidatura Indeferida         | Candidatura Indeferida         |
| Total                    | Total                      | 61.426                         | 100%                           |

### Câmara dos Vereadores
Fonte: TSE
| Candidato(a)            | 1º turno 05 de outubro de 2008 | 1º turno 05 de outubro de 2008 |
| Candidato(a)            | Votos                          | Porcentagem                    |
| ----------------------- | ------------------------------ | ------------------------------ |
| Binga (PPS)             | 2.092                          | 3,34%                          |
| Silvio Star (PPS)       | 1.466                          | 2,34%                          |
| Marinho (PSC)           | 1.301                          | 2,08%                          |
| Adilson Corvina (PTB)   | 1.260                          | 2,01%                          |
| Zezinho (PMDB)          | 1.134                          | 1,81%                          |
| Pacheco (PP)            | 1.034                          | 1,65%                          |
| Zé Francisco (PMDB)     | 1.033                          | 1,65%                          |
| Professor Demetrio (PP) | 907                            | 1,45%                          |
| Ivone (PT)              | 864                            | 1,38%                          |
| Gilberto (PT)           | 863                            | 1,38%                          |
| Dr. Philipp (PT)        | 849                            | 1,36%                          |
| Total                   | 12.803                         | 20,45%                         |

#### Por partido
| Partidos | Partidos | Votos | % de votos | Assentos | % de assentos | +/– |
| -------- | -------- | ----- | ---------- | -------- | ------------- | --- |
|          | PPS      | 3.558 | 5,68%      | 2        | 18,18%        | 0   |
|          | PT       | 2.576 | 4,12%      | 3        | 27,28%        | +1  |
|          | PMDB     | 2.167 | 3,46%      | 2        | 18,18%        | 0   |
|          | PP       | 1.941 | 3,10%      | 2        | 18,18%        | 0   |
|          | PSC      | 1.301 | 2,08%      | 1        | 9,09%         | +1  |
|          | PTB      | 1.260 | 2,01%      | 1        | 9,09%         | 0   |